# شیفون (پارچه)

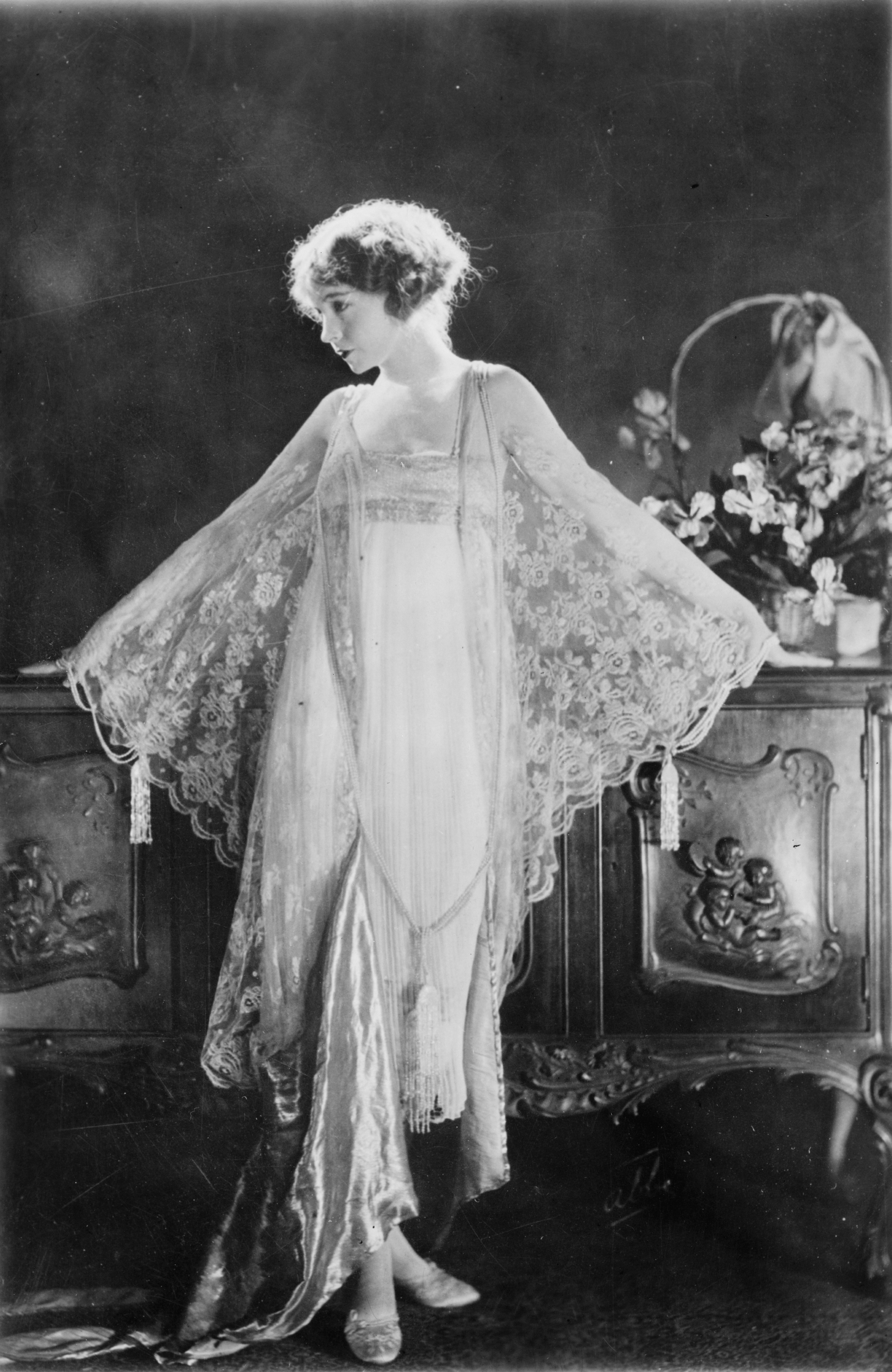
لیلین گیش بازیگر آمریکایی با لباس صبحگاهی شیفون و توری در سال ۱۹۲۲

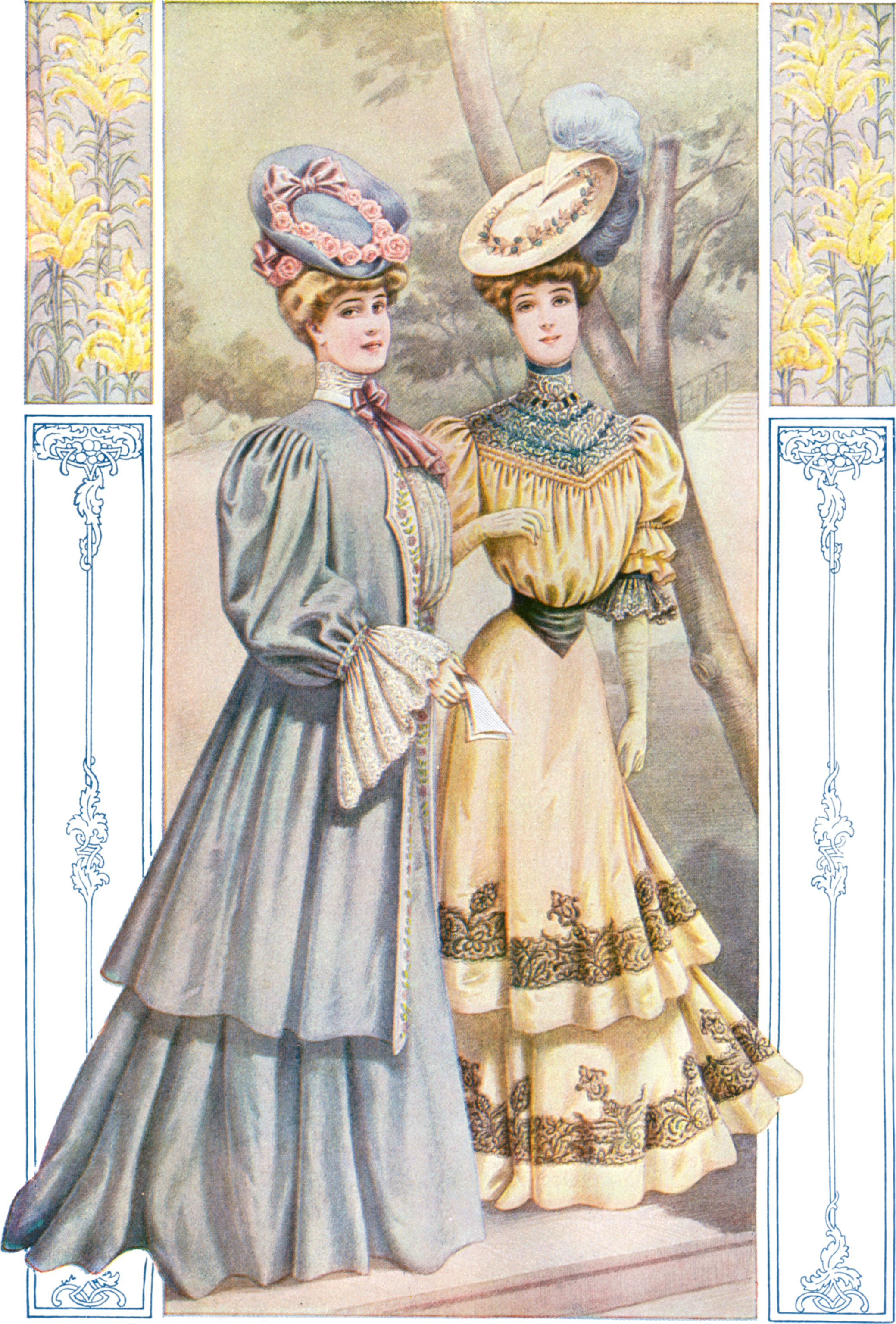
کت‌و‌دامن کت‌و‌شلوار خیابانی از پارچه ابریشمی خاکستری با گلدوزی و تزئین توری (۱۹۰۵)

شیفون (فرانسوی: [ʃi.fɔ̃]; English: ‎/ʃɪˈfɒn/‎ ، shif-ON ، از کلمه فرانسوی chiffe که به معنای "پارچه" است. عربی شف شفاف، دیافن، نیمه شفاف، یا گاز. ( عن 'an s.th.) برای درخشش، آشکار کردن) یک پارچه صاف بافته ساده، سبک وزن یا گازی است که از نخ‌های کرپ (پیچ‌پیچ) متناوب بافته شده‌است. نخ کرپ نسبت به نخ‌های استاندارد پیچش محکم‌تری دارد. پیچ‌و‌تاب نخ‌های کرپ پس از بافت، پارچه را کمی در هر دو جهت چروک می‌کند و کمی کشش و احساس کمی خشن به آن می‌دهد.

## مشخصات
پارچه ابریشمی پارچه‌ای سبک وزن است که با ظرافت و تجمل همراه است. به خوبی می پوشد و ظاهری درخشان و شفاف دارد. زیر یک ذره‌بین، نوعی پارچه ابریشمی شبیه یک توری یا توری ظریف است که به آن شفافیت می‌بخشد.
پارچه ابریشمی را می توان از الیاف طبیعی و مصنوعی تولید کرد. ابریشم ابریشم بسیار گران بود و با توسعه نوعی پارچه ابریشمی مصنوعی مانند پارچه ابریشمی نایلونی، نوعی پارچه ابریشمی پلی استر و نوعی پارچه ابریشمی ابریشم، این پارچه ابریشمی در دسترس‌تر و برای استفاده رایج محبوب‌تر شد. پارچه ابریشمی به دلیل منبعش گران بود، زیرا از مواد کاملا طبیعی ساخته شده بود. دلیل دسترسی بیشتر آن این است که اکنون می توان آن را از مواد مصنوعی ارزان تر ساخت.
از آنجایی که پارچه ابریشمی پارچه‌ای سبک وزن است که به راحتی ساییده می‌شود، برای جلوگیری از ساییدگی پارچه باید از درزهای بسته یا فرانسوی استفاده شود.

### الیاف طبیعی
نوعی پارچه ابریشمی اولیه کاملاً از ابریشم ساخته می‌شد و بسیار گران‌قیمت بود. هنگامی که در مد استفاده می‌شد، با موقعیت بالایی همراه بود. ابریشم ابریشم رنگ‌ها را به زیبایی نمایش می‌دهد زیرا الیاف ابریشم رنگ‌ها را به خوبی جذب می‌کند. پارچه ابریشمی نیز به خوبی پوشانده می‌شود و به لباسی که در آن شکل می‌گیرد ساختار می‌بخشد. ابریشم ابریشم باید خشک شود.
در چین، ابریشم ساخته‌شده از ابریشم خام به نام xiao شناخته می‌شد (Chinese) که نام ابریشم خام نیز بود.
پارچه ابریشمی را می‌توان از پنبه نیز درست کرد.

### الیاف مصنوعی
در سال ۱۹۳۸، نوعی پارچه ابریشمی نایلونی اختراع شد. این امر با ایجاد نوعی پارچه ابریشمی پلی‌استر در سال ۱۹۵۸ دنبال شد که به دلیل انعطاف پذیری و هزینه کم بسیار محبوب شد.
پارچه ابریشمی نیز می‌تواند از ابریشم مصنوعی تولید شود.

## استفاده
نوعی پارچه ابریشمی معمولاً در لباس شب استفاده می شود، به خصوص به عنوان روکش، برای اینکه ظاهری ظریف و شناور به مانتو بدهد. همچنین پارچه محبوبی است که در بلوز، روبان، روسری و لباس زیر استفاده می شود.
در هند، نوعی پارچه ابریشمی عمدتاً برای تهیه ساری و دوپاتا استفاده می شود.

## موارد مشابه
نوعی پارچه ابریشمی نرم تر و براق تر از ژرژت پارچه مشابه است.

## همچنین ببینید
- کیک شیفون

## لینک های خارجی
- پرونده‌های رسانه‌ای مربوط به Chiffon (fabric) در ویکی‌انبار